# Slamboree 1995
Slamboree 1995 fu un pay-per-view organizzato dalla federazione di wrestling World Championship Wrestling; si svolse il 21 maggio 1995 presso la Bayfront Arena di Saint Petersburg, Florida.

## Descrizione
Eric Bischoff sostituì Tony Schiavone come commentatore dell'evento, poiché Schiavone si era sottoposto a un intervento chirurgico al collo. Wahoo McDaniel, Angelo Poffo, Terry Funk, Antonio Inoki, Dusty Rhodes, Gordon Solie e Big John Studd furono introdotti nella WCW Hall of Fame durante lo show.
Il "Legends match" tra Wahoo McDaniel e Dick Murdoch venne trasmesso in bianco e nero durante il pay-per-view. In occasione del match in questione, Gordon Solie si unì a Bobby Heenan al tavolo dei commentatori per accrescere l'aspetto "old school" dell'incontro.
I primi quattro incontri furono trasmessi in diretta prima dell'inizio del pay-per-view vero e proprio su WCW Main Event.

## Risultati
| N. | Risultati | Stipulazione                                          | Durata |
| -- | --- | ----------------------------------------------------- | ------ |
| 1  | The Blue Bloods (Lord Steven Regal & Earl Robert Eaton) sconfiggono Los Especialistas (Especialista I & Especialista II) | Tag team match                                        | 01:22  |
| 2  | Steve Austin sconfigge Eddie Jackie                                                                                      | Single match                                          | 01:00  |
| 3  | Sgt. Craig Pittman sconfigge Mark Starr                                                                                  | Single match                                          | 02:02  |
| 4  | Meng sconfigge Brian Pillman                                                                                             | Single match                                          | 04:40  |
| 5  | The Nasty Boys (Brian Knobbs & Jerry Sags) sconfiggono Harlem Heat (Booker T & Stevie Ray) (c)                           | Tag team match per i WCW World Tag Team Championship  | 10:52  |
| 6  | Kevin Sullivan sconfigge The Man With No Name                                                                            | Single match                                          | 05:24  |
| 7  | Wahoo McDaniel sconfigge Dick Murdoch                                                                                    | Single match                                          | 06:18  |
| 8  | The Great Muta (c) sconfigge Paul Orndorff                                                                               | Single match per l'IWGP Heavyweight Championship      | 14:11  |
| 9  | Arn Anderson (c) sconfigge Alex Wright                                                                                   | Single match per il WCW World Television Championship | 11:36  |
| 10 | Meng contro Road Warrior Hawk termina in doppio conteggio fuori dal ring                                                 | Single match                                          | 04:41  |
| 11 | Sting sconfigge Big Bubba Rogers                                                                                         | Single match                                          | 09:29  |
| 12 | Hulk Hogan & Randy Savage (con Jimmy Hart & The Renegade) sconfiggono Ric Flair & Vader (con Arn Anderson)               | Tag team match                                        | 18:57  |